# Bocquencé
Bocquencé ist eine Ortschaft und eine ehemalige französische Gemeinde im Département Orne in der Region Normandie. Sie gehörte zum Arrondissement Mortagne-au-Perche und zum Kanton Rai.
Mit Wirkung vom 1. Januar 2016 wurden die bisherigen Gemeinden La Ferté-Frênel, Anceins, Bocquencé, Couvains, Gauville, Glos-la-Ferrière, Heugon, Monnai, Saint-Nicolas-des-Laitiers und Villers-en-Ouche zu einer Commune nouvelle mit dem Namen La Ferté-en-Ouche zusammengeschlossen und haben in der neuen Gemeinde den Status einer Commune déléguée mit 140 Einwohnern (Stand: 1. Januar 2022). Der Verwaltungssitz befindet sich im Ort La Ferté-Frênel.

## Lage
Nachbarorte von Bochquencé sind Villers-en-Ouche im Norden, Anceins im Nordosten, La Gonfrière im Südosten, Saint-Evroult-Notre-Dame-du-Bois im Süden, Touquettes im Südwesten und Saint-Nicolas-des-Laitiers im Westen.

## Bevölkerungsentwicklung
| Jahr      | 1962 | 1968 | 1975 | 1982 | 1990 | 1999 | 2007 | 2011 | 2015 |
| --------- | ---- | ---- | ---- | ---- | ---- | ---- | ---- | ---- | ---- |
| Einwohner | 184  | 163  | 149  | 121  | 150  | 141  | 159  | 151  | 144  |